# Kayseri
Kayseri (en turc i oficialment; en grec, Καισάρεια, Kesària), antigament anomenada Cesarea de Capadòcia, és una ciutat de Turquia, capital de la província de Kayseri, que forma una municipalitat metropolitana amb cinc districtes metropolitans (Kocasinan, Melikgazi, Hacılar, İncesu i Talaa). La seva població metropolitana el 2007 s'estima de 895.253 habitants. Els seus habitants s'anomenen kayserilis. La ciutat és una barreja de modernisme i conservadorisme provincià. Econòmicament és una de les ciutats anomenades Tigres d'Anatòlia, de fort creixement. Disposa de l'Aeroport Internacional d'Erkilet i de la Universitat Erciyes. Té nombrosos monuments seljúcides.

## Història

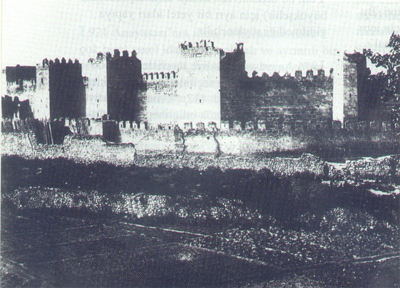
Kayseri 1897

En època hitita, la regió portava el nom de Kanech, i era colònia assíria. En època hel·lenística, la ciutat era anomenada Màzaca, i era la capital del Regne de Capadòcia. En temps del rei Ariarates V Èusebes de Capadòcia (ca. 163-160 aC), va canviar el seu nom a pel d'Eusebea, en honor al mateix rei. Fou ocupada per Tigranes II d'Armènia, aliat de Mitridates del Pont, vers el 78 aC o 77 aC que va deportar la població cap a la seva nova capital Tigranocerta. Després fou ocupada pels romans, i una part dels seus antics habitants van tornar.
Estrabó diu que a la ciutat es regia pel codi de Carondes i que hi havia un nomodòs (expert en lleis, nomikos sota els romans) per interpretar-lo. Quan Capadòcia fou convertida en província romana per Tiberi, a la mort del rei Arquelau, la ciutat fou reanomenada Cesarea per honrar l'emperador August. Fou una ciutat important sota l'Imperi, essent coneguda com a Cesarea Màzaca o, principalment, com a Cesarea de Capadòcia. Fou capital de la província de la Capadòcia Prima, quan la província de Capadòcia fou dividida en Prima i Secunda.
Al segle iv esdevingué seu d'un bisbat cristià del que va ser bisbe Basili el gran, nascut a la ciutat el 370. Ocupada pels perses del rei Sapor durant el regnat de Valerià I (253-260), milers de ciutadans van ser massacrats. Sota el govern de Justinià I es restauraren les seves muralles.
El 602 l'emperador Maurici fou enderrocat i mort per Focas i el rei Còsroes I de Pèrsia, clamant venjança, va declarar la guerra contra l'Imperi, guerra que va durar 25 anys (604 - 629). Els perses van dominar vers el 608 quasi tota l'Armènia romana i aquestes províncies occidentals van rebre com a governador Shahen Vahmanzadhaghan amb el títol de padhghospan de l'oest (governador de l'oest). El nou governador va obtenir una gran victòria a la regió de Teodosiòpolis i va continuar cap a Cesarea de Capadòcia, que fou ocupada, si bé després fou evacuada a l'arribada d'un exèrcit grec el 611.
El 623 l'emperador Heracli, va iniciar una campanya contra els perses i va sortir de Constantinoble el 5 d'abril del 622 arribant a Cesarea, d'on volia atacar les forces perses dirigides per Shahravaz que s'havien col·locat separant Capadòcia del Pont, però va haver de retornar davant la invasió dels àvars. Es va recuperar i el 647 va pagar tribut al califat.
Maslama ben Abd al-Malik Ibn-Marwan, governador d'Armènia va fer el 726 una saifa (expedició) que va portar a la conquesta temporal de Cesarea de Capadòcia.
El 1022 fou inclosa al regne de Sebaste, creat a canvi del regne de Baspracània. El 1067 Cesarea de Capadòcia fou saquejada pels seljúcides, que la van ocupar el 1071. Els turcs l'anomenaren Kayseri, manllevat del nom àrab Kaisariyah.
La ciutat va formar part de l'estat dels danishmèndides. La Primera Croada va creuar per la ciutat però no la descriuen potser perquè restava en ruïnes. Malik Muhammad fill de Danishmend Ghazi la va restaurar. El 1168 la van perdre davant Kilidj Arslan II de Rum i sota els seljúcides moltes vegades fou residència reial. El 1243 fou assolada per les forces mongoles de Baidju i milers d'habitants foren capturats i emportats captius; la ciutat fou destruïda i saquejada. El 1277 fou ocupada pel mameluc Baybars però com que no es va produir cap revolta dels turcmans (com esperava) es va retirar al sud de les muntanyes del Taure; els mongols en revenja, van saquejar altra vegada la ciutat quan els mamelucs van marxar.
El 1343 va passar a mans d'Ala al-Din Eretna, nominal governador mongol, que en va fer la seva capital. Els Eretnaoğlu foren eliminats pel cadi Burhan al-Din, natiu de la ciutat, que després es va establir a Sivas. Fou ocupada per Baiazet I el 1398, però després de la derrota d'Ankara contra Tamerlà (juliol de 1402), va passar als karamànides. Durant un segle fou objecte de disputa entre el Beylik de Karaman-oğlu i Dhu l-Kadr: aquestos darrers la van ocupar el 1419 amb ajut mameluc; la van perdre altre cop però la van recuperar el 1436 aquesta vegada amb ajut otomà. Els karamànides la van conquerir el 1465 però l'otomà Mehmet II el 1467 la va retornar a Dhu l-Kadr. Els otomans la van annexionar després d'haver conquerit Kara Hisar Develi (1474) i abans del 1490. En aquest darrer any els otomans foren atacats a Kayseri pels dhu l-kàdrides amb suport mameluc. El domini otomà va quedar consolidat el segle xvi amb l'eliminació dels mamelucs. La ciutat va canviar de nom, i va passar a ser coneguda com a Kayseri nom que porta avui dia.
Al segle xvii els rebels djalalis hi van operar. Kara Yazidji hi va derrotar els otomans el 1600, i poc després fou assetjada per dues vegades. Molts habitants van fugir i l'economia es va desorganitzar. El 1618 Simeó de Polònia la va trobar arruïnada perquè la població no feia cap reconstrucció per por deld djalalis. El 1624 les forces d'Abaza Hasan foren dispersades prop de la ciutat pel visir Çerkes Mehmed. El 1649 la va visitar Ewliya Çelebi i ja havia recuperat la prosperitat.
Va estar sota els derebeys Çapanoğlu durant mig segle fins a retornar al domini directe otomà. El 1835 va patir un greu terratrèmol i el 1848 una epidèmia de còlera. Era un sandjak de l'eyalat de Karaman i així va restar fins al 1864 quan fou agregat al wilayat d'Ankara. El sandjak estava format només per un kada: Kara Hisar Develi; aquest però fou reclamat sovint per governador de Nigde. Al final del segle xix eren dos kada: Indjesu i Develi. Sota la república el sandjak fou elevat a província (il).

## Districtes metropolitans

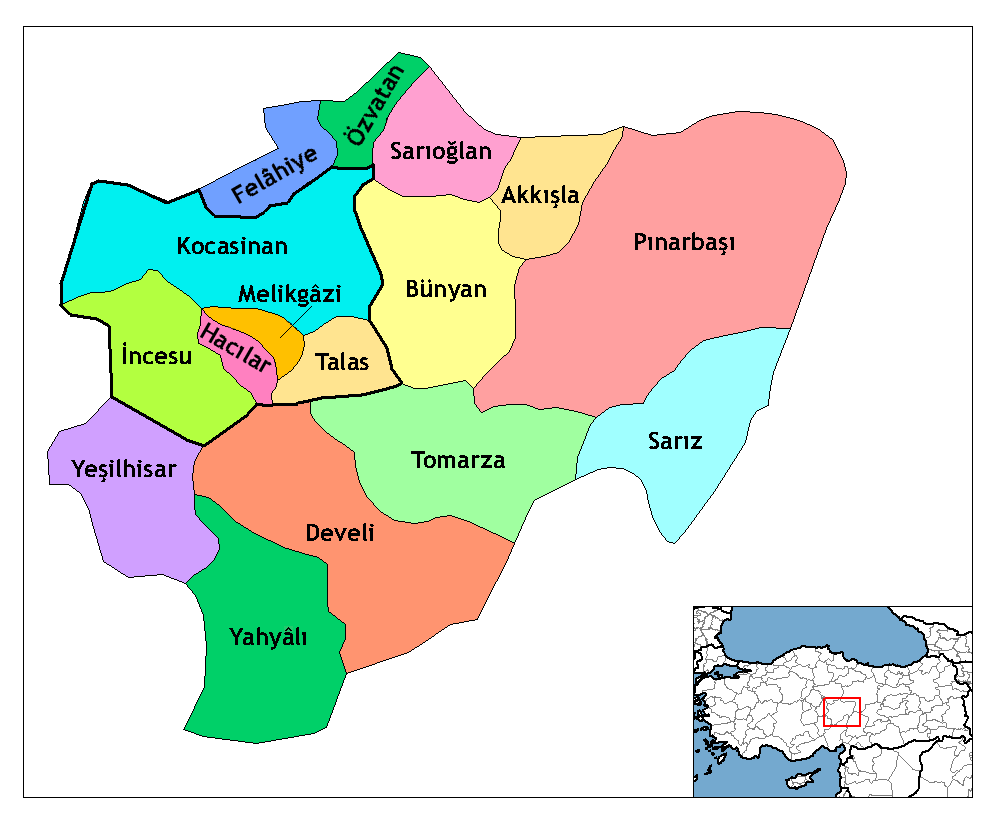
Districtes Metropolitans

| Noms       |
| ---------- |
| Akkışla    |
| Bünyan     |
| Develi     |
| Felâhiye   |
| Hacılar    |
| İncesu     |
| Kocasinan  |
| Melikgazi  |
| Özvatan    |
| Sarıoğlan  |
| Sarız      |
| Talas      |
| Tomarza    |
| Yahyalı    |
| Yeşilhisar |

## Demografia
- 1500: 2287 contribuents mascles, 86% musulmans
- 1520: 2367 contribuents mascles
- 1540: 3530 contribuents mascles
- 1583: 8251 contribuents mascles
- 1831: 13.466 mascles i 26.932 en total
- 1849: 36.826
- 1858: 40.000 estimats
- 1904: 50.000 estimats
- 1925: 39.544
- 1935: 46.181
- 1940: 52.467
- 1945: 57.863
- 1950: 65.488
- 1955: 82.405
- 1960: 102.596
- 1965: 126.653
- 1970: 167.696
- 2000: 690.000
- 2007: 895.253

## Edificis i monuments
- Kaykubadiyya
- Castell romà
- Complex Hunad Hatun
- Mesquita de Kilidj Arslan
- Gran Mesquita
- Asil Gevher Nesibe
- Gran Bazar (vers 1800)
- Caravanserall (vers 1500)
- Església armènia del segle xix

Les estores de la ciutat són famoses. Alguns districtes antics foren demolits als anys setanta.

## Economia i gastronomia

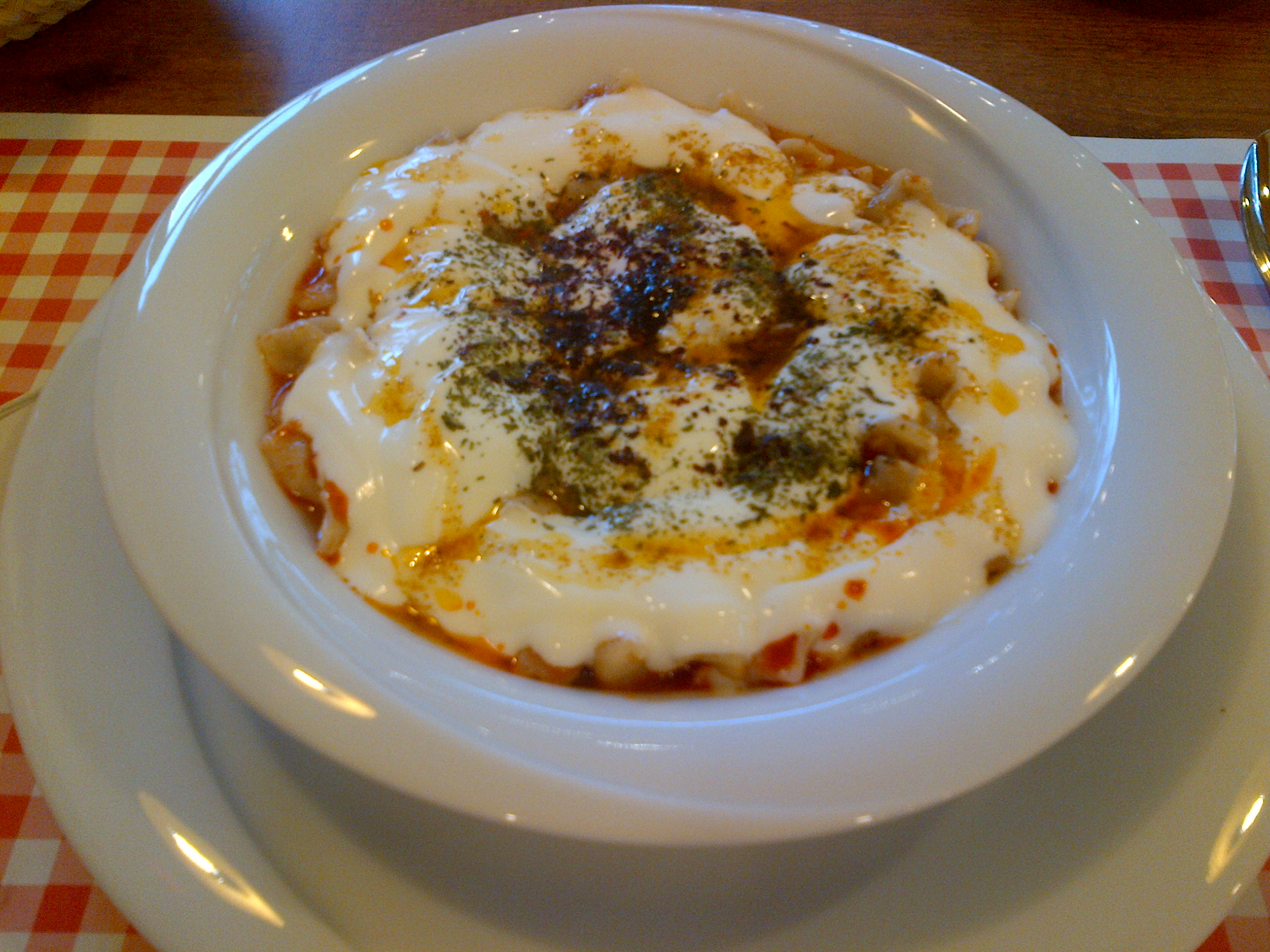
Mantı

Kayseri és la ciutat més famosa de Turquia per la seva producció tradicional dels embutits turcs com a sucuk i pastırma. A la seva cuina, el plat més tìpic és el mantı o Kayseri mantısı (mantı de Kayseri).

## Persones il·lustres
- Abdullah Gül - President de Turquia
- Arquelau de Cesarea
- Basili de Cesarea - teòleg i bisbe romà d'Orient
- Família Balyan, família d'arquitectes armenis
- Burhan al-Din, cadi i sobirà de Kayseri
- Elia Kazan - director de cine, ètnia grega
- Eusebi de Cesarea, bisbe, segle iii dC
- Gregori l'Il·luminador - Patriarca armeni
- Gregori de Nyssa - germà de Basili de Cesarea i teòleg
- İsmet Özel - poeta turc
- Metin Kaçan - escriptor turc
- Mimar Sinan - arquitecte del període otomà
- Romà IV Diògenes - general i emperador romà d'Orient (1068-1071)
- Teodor Alyatis - general romà d'Orient

## Agermanaments
- Hims, Síria
- Mostar, Bòsnia-Hercegovina
- Nalchik, Rússia
- Saarbrücken, Alemanya
- Yongin, Corea del Sud
- Goražde, Bòsnia-Hercegovina